# Cordeliers
Pour les articles homonymes, voir Cordeliers (homonymie).

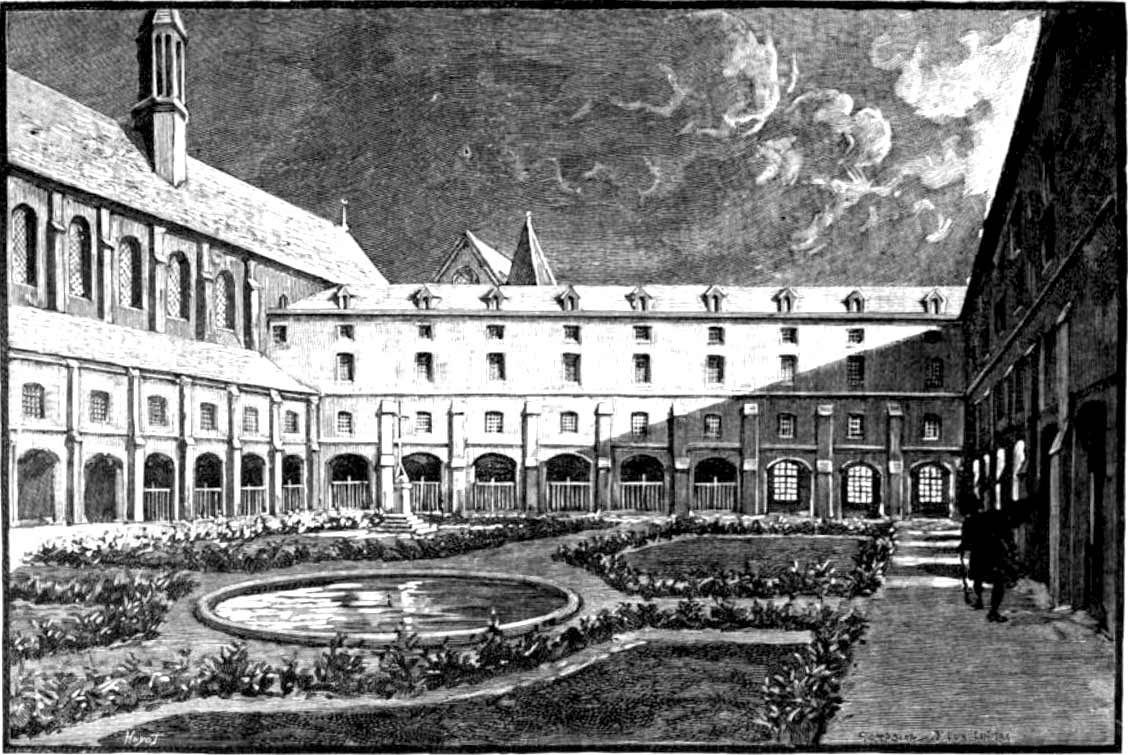
Ancien couvent des Cordeliers de Paris en 1793.

Cordeliers est le surnom donné aux Frères mineurs de l'Observance ou aux Frères mineurs conventuels établis en France. Le nom de ces moines leur aurait été attribué principalement en raison de la corde qui ceint leur robe, et proposé par Jean Ier de Beauffort lors de la septième croisade, en raison également de leur vêtement, fait de gros drap gris. Ce surnom est donné à plusieurs monuments ou quartier où les Franciscains avaient des couvents, ainsi le nom de Club des cordeliers est en référence à la chapelle du couvent des Cordeliers de Paris, où le club tenait séance.
- Chapelle des Cordeliers
- Couvent des Cordeliers
- Église des Cordeliers
- Le cloître des Cordeliers, monument historique de Saint-Émilion
- Le quartier des Cordeliers, un quartier de Lyon
- Le Club des cordeliers, groupe révolutionnaire français

## Les cordeliers dans la littérature
Les Cordeliers sont objet de satires dans l'Heptaméron de Marguerite de Navarre.
Ils sont mentionnés par Voltaire dans la treizième des Lettres philosophiques : « [...] tous les livres des philosophes modernes mis ensemble ne feront jamais dans le monde autant de bruit qu'en a fait autrefois la dispute des Cordeliers sur la forme de leur manche et de leur capuchon ».